# جورج رووي (لاعب كريكت)
جورج رووي (15 يونيو 1874 - 8 يناير 1950) (بالإنجليزية: George Rowe)‏ هو لاعب كريكت جنوب أفريقي. شارك مع منتخب جنوب أفريقيا الوطني للكريكت.

## وصلات خارجية
- جورج رووي على موقع إي آس بي آن كريك إنفو (الإنجليزية)